# Abe League of Their Moe
«Abe League of Their Moe» (titulado «La liga de Abe y Moe» en Hispanoamérica y «Ellos dan el golpe» en España) es el decimoquinto episodio de la trigésimo sexta temporada de la serie de televisión de animación estadounidense Los Simpson, y el 787.ª episodio en total. Se emitió en los Estados Unidos en Fox el 27 de abril de 2025. El episodio fue escrito por Joel H. Cohen y dirigido por Rob Oliver.
En este episodio, el abuelo y Moe reclutan a un jugador de béisbol macedonio para que juegue en los Isótopos, pero el equipo y el jugador se corrompen por el dinero que trae. Jamie Demetriou y Steve Gelbs actúan como estrellas invitadas. El presentador deportivo Kevin Burkhardt, el exjugador de béisbol Kevin Millar, el comentarista de béisbol Jomboy, el cómico Chris Rock y el actor Danny Trejo aparecen como ellos mismos, mientras que Jamie Demetriou pone voz al jugador de béisbol macedonio. El episodio recibió críticas positivas.

## Trama
En 1944, el joven Abe Simpson está viendo un partido de béisbol de los Isótopos de Springfield con su abuelo, que dice que Abe verá un partido desde los mismos asientos con su nieto.
En el presente, el abuelo está sentado en las gradas viendo el partido de los Isótopos y quiere que Bart lo vea con él, pero éste no está interesado. Ve a Moe en las gradas y se une a él. Más tarde, se enteran de que el jugador macedonio Aeropos Walkov viene a jugar a Estados Unidos. El abuelo y Moe graban un vídeo en el que Moe habla en macedonio para convencer a Walkov de que juegue con los Isótopos. Impresionado, Walkov elige a los Isótopos y Moe le hace de traductor.
La ciudad destina fondos a renovar el estadio de los Isótopos, que ahora está lleno de anuncios. La gente del pueblo se entusiasma con el equipo y Bart va al primer partido de Walkov con el abuelo. El equipo obtiene buenos resultados con los lanzamientos y bateos de Walkov, y Moe se beneficia de ello. Más tarde, el abuelo y Bart ven a los Isótopos por televisión, pero al abuelo le molestan los anuncios del partido.
Al asistir a otro partido, el abuelo y Bart se enteran de que han trasladado los asientos de su abono a una zona apartada del estadio y que ahora sirven comida de lujo en lugar de perritos calientes. El abuelo se queja a Moe, pero éste está ocupado ayudando a Walkov. Tras discutir con el abuelo, Moe se entera de que Walkov está apostando en sus partidos de béisbol porque le han tentado los anuncios del estadio. Jomboy comenta el deporte.
Moe pide ayuda al abuelo cuando Walkov planea confesar su ludopatía a la prensa. Éste se niega porque a Moe sólo le importa cómo le afectaría a él. El abuelo descubre que Bart también apuesta en partidos de béisbol. En la rueda de prensa de Walkov, éste confiesa sus apuestas en macedonio, pero Moe dice que Walkov está disfrutando jugando para el equipo, lo que confunde a la prensa. El abuelo llega y le pregunta a Moe qué piensa de que Bart apueste. Sintiéndose culpable, Moe dice que Walkov ha estado apostando. Culpa a los equipos de béisbol y a las cadenas de medios de comunicación por beneficiarse de ello mientras fingen ofenderse si un jugador apuesta.
Más tarde, Walkov es absuelto de toda culpa por el comisionado de béisbol. La culpa es de Moe y Walkov se marcha a jugar a otro equipo. Durante los créditos, hay comentarios de Jomboy.

## Producción

### Desarrollo
La premisa se basa en el caso de ludopatía de Ippei Mizuhara, intérprete del jugador de béisbol Shohei Ohtani. El productor ejecutivo Matt Selman hizo un número cómico en la sala de guionistas haciéndose pasar por Mizuhara interpretando a Ohtani para ocultar su ludopatía. El coproductor Michael Price, aficionado a los New York Mets, quería comentar la legalización de las apuestas como fuente de ingresos para las Grandes Ligas de Béisbol. Los guionistas pensaron que Moe podría desempeñar el papel de intérprete. El guionista Joel H. Cohen concibió que Moe era macedonio para que pudiera convencer a un jugador de béisbol macedonio de que jugara en los Isótopos de Springfield. Los guionistas también decidieron romper el canon convirtiendo a los Isótopos en un equipo de las grandes ligas a pesar de haber sido anteriormente un equipo de las ligas menores. Como primer episodio de temática beisbolera desde el episodio de la vigesimosegunda temporada «MoneyBART», los guionistas intentaron incluir un chiste para cada equipo de las grandes ligas. Los productores pidieron a artistas de la serie de animación macedonia Darko Biberko que aportaran conocimientos de macedonio para el episodio. La productora musical Nevena Neskoska ayudó con la traducción al macedonio y cantó en el episodio.

### Reparto
Jamie Demetriou actuó como Aeropos Walkov y el presentador deportivo Steve Gelbs como reportero. El presentador deportivo Kevin Burkhardt, el exjugador de béisbol Kevin Millar, el cómico Chris Rock y el actor Danny Trejo aparecieron como ellos mismos. El comentarista de béisbol Jomboy interpreta una voz en off durante los créditos finales. El reportero de béisbol Tyler Kepner aparece pero sólo jadea mientras que el reportero Anthony DiComo hace una aparición sin hablar. Otros miembros de los medios de comunicación que son fanáticos de Los Simpson también se animaron en el episodio.